# Письмо-протест 139
Письмо-протест 139, Киевское письмо — общественное письмо 1968 г. на имя Леонида Брежнева, Алексея Косыгина и Николая Подгорного с требованием прекратить практику противозаконных политических судебных процессов.

## Письмо протеста
В апреле 1968 года было отправлено общественное письмо с требованием прекратить практику противозаконных политических процессов. Письмо было написано в сдержанных формулировках, осторожно и толерантно. В нём обращалось внимание на отход от решений XX съезда КПСС, нарушения социалистической законности. Организаторами письма были Иван Светличный, Иван Дзюба, Виктор Боднарчук, Юрий Цехмистренко, Ирина Заславская, Михаил Белецкий.
Первой стояла подпись Сергея Параджанова — он не принимал участия в составлении, но настоял на том, что должен быть первым. Среди подписантов были писатели, художники, авторитетные ученые.
Письмо с подписями было передано адресатам в апреле 1968 года. Для этого И. Заславская и М. Белецкий поехали в Москву. Заславская отнесла оригинал письма с подписями в приемную ЦК, где оставила для ответа свой домашний адрес, а Белецкий отнёс экземпляр Петру Якиру для дальнейшего распространения.

Генеральному секретарю ЦК КПСС Л. И. Брежневу
Председателю Совета Министров СССР А. Н. Косыгину
Председателю Президиума Верховного Совета СССР Н. В. Подгорному
Уважаемые товарищи!
Обращаемся к Вам по вопросу, глубоко волнующему различные круги советской общественности.
На протяжении нескольких последних лет в Советском Союзе проводятся политические процессы над молодыми людьми из среды творческой и научной интеллигенции. Мы обеспокоены этими процессами по ряду причин.
Прежде всего, нас не может не тревожить то, что при проведении многих из этих процессов нарушались законы нашей страны. Например, все процессы в Киеве, Львове и Ивано-Франковске 1965—1966 гг., на которых осуждено более 20 человек, проводились в закрытом порядке — вопреки тому, что прямо и недвусмысленно гарантировано Конституцией СССР, Конституциями союзных республик и их уголовными кодексами. Более того, закрытый характер процессов способствовал нарушению законности в самом ходе судебных разбирательств.
Мы считаем, что нарушение принципа гласности судопроизводства идет вразрез с решениями XX и XXII съездов партии о восстановлении социалистической законности, вразрез с интересами советского общества, является надругательством над высшим законом нашей страны — Конституцией Союза Советских Социалистических Республик — и ничем не может быть оправдано.
Принцип гласности включает в себя не только открытое судебное разбирательство, но и широкое и правдивое освещение его хода в печати. Известно требование В. И. Ленина о том, что широкие массы должны все знать, все видеть и иметь возможность обо всем судить, что особенно в отношении карательных органов «масса должна иметь право знать и проверить каждый, даже наименьший шаг их деятельности» (В. И. Ленин, т.27, стр.186). Между тем, наша печать совершенно не реагировала на политические процессы, проводимые на Украине. Что же касается политических процессов, проводившихся в Москве, то краткие сообщения о них, появившиеся в печати, способны скорее вызвать недоумение и оскорбить своим неуважением к здравому смыслу советского читателя, нежели дать ему действительную информацию о слушавшихся делах и ходе судебного разбирательства.
Эта — по сути — бесконтрольность и непубличность сделала возможным нарушение конституционных гарантий и процессуальных норм. Стало почти правилом, что на подобных политических процессах суд отказывается выслушивать свидетелей защиты и ограничивается только свидетелями обвинения. Факты, приведенные в получившем широкую известность открытом письме П. Литвинова и Л. Богораз, красноречиво свидетельствуют о том, что суд над Галансковым, Гинзбургом, Добровольским и Лашковой проводился с грубым нарушением процессуальных норм.
Обращает на себя внимание то зловещее обстоятельство, что во многих случаях подсудимым инкриминируются высказываемые и отстаиваемые ими взгляды, отнюдь не имеющие антисоветского характера, а лишь содержащие критику отдельных явлений нашей общественной жизни или критику явных отступлений от социалистического идеала, явных нарушений официально провозглашаемых норм. Например, журналист Вячеслав Черновол был судим Львовским областным судом 15 ноября 1967 г. только за то, что собрал и представил в официальные органы материалы, раскрывающие противозаконный и юридически безграмотный характер политических процессов, проведенных на Украине в 1965—1966 гг. И несмотря на то, что обвинение не смогло выдвинуть против В. Черновола ничего вразумительного, не смогло даже выставить против него ни одного свидетельского показания (из двух привлеченных обвинением свидетелей один не явился на суд по неизвестным причинам, а другой отказался от своих прежних показаний и дал показания в пользу В. Черновола), несмотря на то, что защита убедительно и ярко вскрыла всю смехотворность выдвинутого против В. Черновола обвинения — суд все-таки удовлетворил все требования обвинения и приговорил молодого журналиста к трем годам лишения свободы.
Все это и многие другие акты говорят о том, что проводимые в последние годы политические процессы становятся формой подавления инакомыслящих, формой подавления гражданской активности и социальной критики, совершенно необходимой для здоровья всякого общества. Они свидетельствуют об усилившейся реставрации сталинизма, от которой столь энергично и мужественно предостерегают И. Габай, Ю. Ким и П. Якир в своем обращении к деятелям науки, культуры и искусства в СССР. На Украине, где нарушения демократии дополняются и обостряются извращениями в национальном вопросе, симптомы сталинизма проявляются ещё более явно и грубо.
Мы считаем своим долгом выразить глубокую тревогу по поводу происходящего. Мы призываем Вас использовать свой авторитет и свои полномочия в том направлении, чтобы органы суда и прокуратуры строго соблюдали советские законы и чтобы возникающие в нашей общественно-политической жизни трудности и разногласия разрешались в идейной сфере, а не отдавались компетенции органов прокуратуры и госбезопасности.
Апрель 1968
— Текст дается по книге: "Политический дневник. 1964 - 1970", Амстердам: Фонд имени Герцена, 1972.- С.356 - 361. Подписи - по изданию: "Сучасність", январь 1999, # 1 (в переводе с украинского).

## Последствия
После небольшой паузы начались административные репрессии против подписантов. Сергей Параджанов подвергся преследованиям и арестам.
По Киеву и всей Украине распространялись слухи о существовании террористической бандеровской организации, которая «направляется» западными спецслужбами. Одним из проводников этой организации называлась Алла Горская.

## Подписанты (первые подписи)
1. Сергей Параджанов
2. А. М. Королёв, к.ф.-м.н.
3. Юрий Цехмистренко, к.ф.-м.н.
4. Иван Марчук, художник
5. Виктор Боднарчук, к.ф.-м.н.
6. Ирина Заславская, к.ф.-м-н.
7. Андрей Лубченко, доктор ф.-м.н., лауреат Ленинской премии
8. Иван Дзюб, к.ф.-м.н.
9. Иван Светличный
10. Владимир Вышенский, к.ф.-м.н.
11. Иван Дзюба

### Писатели
1. Виктор Некрасов
2. Василь Стус
3. Григорий Кочур
4. Валерий Шевчук
5. Лина Костенко
6. Микола Винграновский
7. Иван Драч
8. Борис Антоненко-Давидович
9. Евген Сверстюк
10. Борис Харчук
11. Юрий Сердюк
12. Иван Бойчак

### Художники
1. Алла Горская
2. Виктор Зарецкий
3. Галина Севрук
4. Людмила Семыкина
5. Степан Кириченко

### Ученые
1. Ю. М. Березанский, д.ф.-м.н., чл-кор. АН УССР
2. А. В. Скороход, д.ф.-м.н., чл-кор. АН УССР
3. Ю. Д. Соколов, д.ф.-м.н., чл-кор. АН УССР
4. А. Г. Ситенко, д.ф.-м.н., чл-кор. АН УССР
5. К. Б. Толпыго, д.ф.-м.н., чл-кор. АН УССР
6. А. А. Белецкий, докт. филол. н.
7. М. Ю. Брайчевский, историк

### Артисты
1. Тамара Калустян